# Città con status speciale
Città con status speciale (in tedesco: Sonderstatusstadt) è il titolo portato da alcune città del Land tedesco dell'Assia che, oltre ai compiti tipici di un comune, svolgono anche quelli delle comunità amministrative della Germania.
Il titolo è attribuito a tutte le città del Land con popolazione superiore ai 50.000 abitanti.

## Lista delle "Città con status speciale"
- Bad Homburg v.d. Höhe
- Fulda
- Gießen
- Hanau
- Marburgo (Marburg)
- Rüsselsheim
- Wetzlar

## Altre categorie di città tedesche constatusspeciale
- Grande città di circondario (Große kreisangehörige Stadt), in Brandeburgo, Renania Settentrionale-Vestfalia, Renania-Palatinato, Schleswig-Holstein e Turingia
- Media città di circondario (Mittlere kreisangehörige Stadt), nella Renania Settentrionale-Vestfalia
- Grande città circondariale (Große Kreisstadt), in Baden-Württemberg, Baviera, Sassonia
- Grande città indipendente (Große selbständige Stadt), in Bassa Sassonia
- Comune indipendente (Selbständige Gemeinde), in Bassa Sassonia
- Città media (Mittelstadt), nel Saarland